# 大阪大学ワクチン開発拠点
大阪大学ワクチン開発拠点は、日本政府主導のワクチン研究開発のための拠点群、フラッグシップ拠点・4つのシナジー拠点・6つのサポート機関の形成事業のシナジー拠点に選定された、大阪大学の研究機関。別称は先端モダリティ・ドラッグデリバリーシステム研究センター。初代拠点長は審良静男。

## 沿革
- 2022年10月 - 大阪大学ワクチン開発拠点創立。

## フラッグシップ拠点
- 東京大学新世代感染症センター

## シナジー拠点
- 北海道大学ワクチン研究開発拠点
- 千葉大学未来粘膜ワクチン研究開発シナジー拠点
- 大阪大学ワクチン開発拠点
- 長崎大学感染症研究出島特区

## サポート機関
- 実験動物中央研究所 - 小型実験動物
- 医薬基盤・健康・栄養研究所 - 大型小型実験動物
- 滋賀医科大学 - 大型小型実験動物
- 京都大学 - ヒト免疫についての解析等
- 理化学研究所 - ヒト免疫についての解析等
- 東京大学 - ゲノム解析等